# Akademičeskaja (metropolitana di San Pietroburgo)
Akademicheskaja  (in russo Академическая?, traslitterazione anglosassone: Akademicheskaya) è una stazione della Linea Kirovsko-Vyborgskaja, la Linea 1 della Metropolitana di San Pietroburgo. È stata inaugurata il 31 dicembre 1975.